# 拉丁美洲
拉丁美洲，簡稱拉美，是美洲的一部分，狭义上包括了以拉丁語族语言为官方语言的美洲国家和地区；广义上包括了美国以南的全部美洲国家与地区。拉丁美洲拥有占地球陆地表面积将近13%的19,197,000平方公里陆地面积。截止2013年，拉丁美洲的人口估计超过6亿。在2014年，拉丁美洲有着5.573万亿美元的国民生产总值，如果以购买力平价来计算则是7.532万亿美元。单词拉美最早在1861年被一本叫做《拉丁种族的审查》的致力于泛拉丁化的杂志提出。

## 名稱
“拉丁”来源于拉丁姆（拉丁語：Latium）。是亚平宁半岛中西部的一个区域，罗马城所在地，现代意大利语称拉齐奥（Lazio）。隨著古羅馬的擴張他們的語言和各地的語言融合，產生了後世的西班牙语，葡萄牙語，法语等語言。隨著西班牙，葡萄牙的殖民活動他們的語言傳到了該地區。
“美洲”則以佛罗伦萨探險家亚美利哥·韦斯普奇命名。

## 範圍
拉丁美洲的範圍在不同的語境中有不同的範圍，該詞大部分情況指代狹義，部分情況指代廣義，另外有極少情況下指代最狹義。

### 狹義
指代以拉丁語族（也称罗曼语族，主要是西班牙语、葡萄牙语和法语，注意英語和荷蘭語不屬於拉丁語族）语言为官方语言的美洲国家和地区。和最狹義相比多了使用法語的國家和地區，包括海地以及法屬圭亞那等等，但注意不包括加拿大的魁北克省（法語為官方語言）以及美國的路易斯安娜州（法語為常用語言）。基於龐大的西班牙和葡萄牙語人口，美國邁阿密也經常被認為是拉丁美洲的一部份。本義為拉丁美洲最常見的定義。

### 廣義
包括了美国以南的全部美洲国家与地区，和狹義相比多了使用英語和荷蘭語的國家或地區，包括使用英語的圭亞那、伯利茲、牙買加等等，使用荷蘭語的蘇里南等等。該定義在理論上是錯誤的，但使用該定義者不乏少數。指代該範圍常常是因為使用者誤以為美國以南的國家或地區皆使用講西班牙語或葡萄牙語等拉丁語族語言，而忽略了其他語言（英語等，或者以為這些語言也屬於拉丁語族）。或者是僅僅想指代美國以南的美洲而沒有找到更合適的詞代替。

### 最狹義
僅僅指代伊比利亞美洲，指使用西班牙語和葡萄牙語的所有美洲國家和地區的總稱（而不包括使用法語的海地以及法屬圭亞那等地），它們曾經都是西班牙或葡萄牙的殖民地（巴西），屬於西班牙殖民帝國或葡萄牙殖民帝國的一部分。該意義僅在極少情況下出現。

## 历史
“拉丁美洲”的思想出现于19世纪，并假定必须根据欧洲类别（特别是“拉丁美洲”）来定义区域。因此，严格来说，在1492年10月12日之前没有拉丁美洲的历史。此外，由于该概念的族裔地理特征，所以此概念未包括土著文化和非裔美国人文化。

### 前哥伦布时期
在前哥伦布时期，美洲大陆上就已经发展了数百种文化和数十种原始文明。其中，在中部美洲和安第斯山脉是公认的前哥伦布时期的较高文明。从北到南，我们可以命名为墨西哥文化、托尔特克文化、特奥蒂瓦坎文化、萨波特克文明、奥尔梅卡文明、玛雅文明、穆伊斯卡文化、卡纳里斯文化、莫切文化、纳斯卡文化、基穆文化、印加文化和蒂亚瓦纳科文化。这些文明都发展了复杂的政治和社会组织体系，并以其艺术传统和宗教而著称。

## 国家和地区列表

### 狭义
| 国旗       | 国家       | 首都           | 官方语言 | 备注         |
| ---------- | ---------- | -------------- | -------- | ------------ |
| 阿根廷     | 阿根廷     | 布宜诺斯艾利斯 | 西班牙语 |              |
| 玻利維亞   | 玻利维亚   | 苏克雷         | 西班牙语 |              |
| 巴西       | 巴西       | 巴西利亚       | 葡萄牙语 |              |
| 智利       | 智利       | 圣地亚哥       | 西班牙语 |              |
| 哥斯达黎加 | 哥斯达黎加 | 圣何塞         | 西班牙语 |              |
| 古巴       | 古巴       | 哈瓦那         | 西班牙语 |              |
| 哥伦比亚   | 哥伦比亚   | 波哥大         | 西班牙语 |              |
| 多明尼加   | 多米尼加   | 圣多明各       | 西班牙语 |              |
| 萨尔瓦多   | 萨尔瓦多   | 圣萨尔瓦多     | 西班牙语 |              |
| 厄瓜多尔   | 厄瓜多尔   | 基多           | 西班牙语 |              |
| 危地马拉   | 危地马拉   | 危地马拉城     | 西班牙语 |              |
| 洪都拉斯   | 洪都拉斯   | 特古西加尔巴   | 西班牙语 |              |
| 巴拉圭     | 巴拉圭     | 亚松森         | 西班牙语 |              |
| 秘魯       | 秘鲁       | 利马           | 西班牙语 |              |
| 墨西哥     | 墨西哥     | 墨西哥城       | 西班牙语 |              |
| 尼加拉瓜   | 尼加拉瓜   | 马那瓜         | 西班牙语 |              |
| 巴拿马     | 巴拿马     | 巴拿马城       | 西班牙语 |              |
| 波多黎各   | 波多黎各   | 圣胡安         | 西班牙语 | 美国行政区划 |
| 乌拉圭     | 乌拉圭     | 蒙得维的亚     | 西班牙语 |              |
| 委內瑞拉   | 委内瑞拉   | 加拉加斯       | 西班牙语 |              |

#### 属地
| 国旗     | 区旗       | 国家       | 首都       | 备注         |
| -------- | ---------- | ---------- | ---------- | ------------ |
| 法國     | 聖巴泰勒米 | 圣巴泰勒米 | 古斯塔维亚 | 法国海外领地 |
| 法國     | 克利珀頓島 | 克利珀顿岛 | 克利珀顿岛 | 法国行政区划 |
| 瓜德罗普 | 瓜德罗普   | 瓜德罗普   | 巴斯特尔   | 法国海外领地 |
| 馬提尼克 | 馬提尼克   | 马提尼克岛 | 法兰西堡   | 法国海外省   |
| 法國     | 法屬聖馬丁 | 法屬聖馬丁 | 马里戈特   | 法国海外领地 |

### 广义
| 国旗                 | 国家                 | 首都                      | 备注             |
| -------------------- | -------------------- | ------------------------- | ---------------- |
| 安圭拉               | 安圭拉               | 瓦利                      | 英国海外领地     |
| 安提瓜和巴布达       | 安提瓜和巴布达       | 聖約翰斯                  |                  |
| 阿魯巴               | 阿鲁巴               | 阿鲁巴                    | 荷兰王国行政区划 |
| 巴哈马               | 巴哈马               | 拿骚                      |                  |
| 巴巴多斯             | 巴巴多斯             | 布里奇敦                  |                  |
| 伯利兹               | 伯利兹               | 贝尔莫潘                  |                  |
| 百慕大               | 百慕大               | 汉密尔顿                  | 英国海外领地     |
| 英屬維爾京群島       | 英属维尔京群岛       | 罗德城                    | 英国海外领地     |
| 開曼群島             | 开曼群岛             | 乔治敦                    | 英国海外领地     |
| 法國                 | 克利珀顿岛           | 克利珀顿岛                | 法国行政区划     |
| 哥斯达黎加           | 哥斯达黎加           | 圣何塞                    |                  |
| 古巴                 | 古巴                 | 哈瓦那                    |                  |
| 库拉索               | 库拉索               | 威廉斯塔德                | 荷兰行政区划     |
| 多米尼克             | 多米尼克             | 罗索                      |                  |
| 多明尼加             | 多米尼加             | 圣多明各                  |                  |
| 萨尔瓦多             | 萨尔瓦多             | 圣萨尔瓦多                |                  |
| 格林纳达             | 格林纳达             | 圣乔治                    |                  |
| 瓜德罗普             | 瓜德罗普             | 巴斯特尔                  | 法国海外领地     |
| 危地马拉             | 危地马拉             | 危地马拉城                |                  |
| 海地                 | 海地                 | 太子港                    |                  |
| 洪都拉斯             | 洪都拉斯             | 特古西加尔巴              |                  |
| 牙买加               | 牙买加               | 京斯敦                    |                  |
| 馬提尼克             | 马提尼克岛           | 法兰西堡                  | 法国海外省       |
| 墨西哥               | 墨西哥               | 墨西哥城                  |                  |
| 蒙特塞拉特           | 蒙特塞拉特           | 普利茅斯                  | 英国海外领土     |
| 美国                 | 纳瓦萨岛             | 纳瓦萨岛                  | 美国行政区划     |
| 尼加拉瓜             | 尼加拉瓜             | 马那瓜                    |                  |
| 巴拿马               | 巴拿马               | 巴拿马城                  |                  |
| 波多黎各             | 波多黎各             | 圣胡安                    | 美国行政区划     |
| 法國                 | 圣巴泰勒米           | 古斯塔维亚                | 法国海外领地     |
| 聖克里斯多福及尼維斯 | 圣基茨和尼维斯       | 巴斯特尔 (圣基茨和尼维斯) |                  |
| 圣卢西亚             | 圣卢西亚             | 卡斯特里                  |                  |
| 法國                 | 法屬聖馬丁           | 马里戈特                  | 法国海外领地     |
| 圣文森特和格林纳丁斯 | 圣文森特和格林纳丁斯 | 金斯敦                    |                  |
| 千里達及托巴哥       | 特立尼达和多巴哥     | 西班牙港                  |                  |
| 特克斯和凯科斯群岛   | 特克斯和凯科斯群岛   | 科伯恩城                  | 英国海外领地     |
| 美屬維爾京群島       | 美属维尔京群岛       | 夏洛特阿马利亚            | 美国行政区划     |
| 荷屬聖馬丁           | 荷屬聖馬丁           | 菲利普斯堡                | 荷兰行政区划     |
| 博奈尔               | 波内赫               | 克拉伦代克                | 荷兰行政区划     |
| 圣尤斯特歇斯         | 圣尤斯特歇斯         | 奥腊涅斯塔德              | 荷兰行政区划     |
| 薩巴                 | 萨巴                 | 博坦                      | 荷兰行政区划     |
| 阿根廷               | 阿根廷               | 布宜诺斯艾利斯            |                  |
| 玻利維亞             | 玻利维亚             | 苏克雷                    |                  |
| 巴西                 | 巴西                 | 巴西利亚                  |                  |
| 智利                 | 智利                 | 圣地亚哥                  |                  |
| 哥伦比亚             | 哥伦比亚             | 波哥大                    |                  |
| 厄瓜多尔             | 厄瓜多尔             | 基多                      |                  |
| 福克兰群岛           | 福克兰群岛           | 斯坦利港                  | 英國海外領地     |
| 法屬圭亞那           | 法属圭亚那           | 卡宴                      | 法国行政区划     |
| 圭亚那               | 圭亚那               | 乔治敦                    |                  |
| 巴拉圭               | 巴拉圭               | 亚松森                    |                  |
| 秘魯                 | 秘鲁                 | 利马                      |                  |
| 蘇利南               | 苏里南               | 帕拉马里博                |                  |
| 乌拉圭               | 乌拉圭               | 蒙得维的亚                |                  |
| 委內瑞拉             | 委内瑞拉             | 加拉加斯                  |                  |

## 注解
1. ↑  包括中美洲和南美洲国家的人口估计数，不包括伯利兹、圭亚那、苏里南以及讲西班牙语或法语的加勒比地区国家和地区。